# Serie A2 2000-2001 (pallamano maschile)
La Serie A2 2000-2001 è stata la 31ª edizione del torneo di secondo livello del campionato italiano di pallamano maschile.

Esso venne organizzato dalla Federazione Italiana Giuoco Handball.

La competizione è iniziata il 30 settembre 2000 e si è conclusa il 5 maggio 2001.

## Formula
- Fase regolare: furono disputati due gironi composti da 14 squadre ciascuno con la formula del girone unico all'italiana con partite di andata e ritorno.
- Promozioni: la squadra classificata al primo posto di ciascun girone più una seconda classifica tirata a sorteggio al termine della stagione regolare furono promosse in serie A1 nella stagione successiva.
- Retrocessioni: le squadre classificate dall'11º al 14º posto al termine della stagione furono retrocesse in serie B nella stagione successiva.

## Girone A

### Squadre partecipanti
| Club           | Città                | Palasport                | Sponsor            | Stagione 1999-2000                     |
| -------------- | -------------------- | ------------------------ | ------------------ | -------------------------------------- |
| Cellini Padova | Padova               | PalaFabris               |                    | 6ª in Serie A2 - Girone A              |
| CUS Ancona     | Ancona               | Pala Veneto              |                    | 1ª in Serie B - Girone B               |
| Rovereto       | Rovereto (TN)        | Pala Marchetti           |                    | 3ª in Serie A2 - Girone A              |
| Malo           | Malo (VI)            | Palasport di Malo        |                    | 1ª in Serie B - Girone A               |
| Terni          | Terni                | PalaDiVittorio           | Circolo Lavoratori | 8 in Serie A2 - Girone B               |
| Castenaso      | Castenaso (BO)       | Palasport di Castenaso   |                    | 7ª in Serie A2 - Girone A              |
| Ambra          | Poggio a Caiano (PO) | Pala Consiag             |                    | 11ª in Serie A2 - Girone A (Ripescato) |
| Ascoli         | Ascoli Piceno        | Pala Galosi              | Autolelli          | 10ª in Serie A2 - Girone A             |
| Cologne        | Cologne (BS)         | Palasport di Cologne     |                    | 5ª in Serie A2 - Girone A              |
| Mezzocorona    | Mezzocorona (TN)     | Palasport di Mezzocorona |                    | 4ª in Serie A2 - Girone A              |
| Vicenza        | Vicenza              | Pala Laghetto            |                    | 2ª in Serie B - Girone A               |
| Bozen          | Bolzano              | Palestra Gasteiner       |                    | 2ª in Serie A2 - Girone A              |
| Taufers        | Campo Tures (BZ)     | Sporthalle Industriezone | Neff               | 8ª in Serie A2 - Girone A              |
| Teramo         | Teramo               | Pala San Nicolò          |                    | 9ª in Serie A2 - Girone A              |

### Risultati
| 30-9-2000 | 1ª/14ª giornata         | 3-2-2001 |
| --------- | ----------------------- | -------- |
| 23-17     | Cologne - Rovereto      | 26-25    |
| 27-24     | Ascoli - Taufers        | 22-21    |
| 30-25     | Ambra - Malo            | 22-25    |
| 21-25     | Terni - Bolzano         | 18-31    |
| 22-23     | Vicenza - Padova        | 21-40    |
| 24-25     | Castenaso - Mezzocorona | 25-26    |
| 33-17     | Ancona - Teramo         | 23-15    |

| 21-10-2000 | 4ª/17ª giornata     | 24-2-2001 |
| ---------- | ------------------- | --------- |
| 30-26      | Castenaso - Cologne | 24-24     |
| 29-24      | Ancona - Vicenza    | nd        |
| 14-22      | Teramo - Terni      | 15-31     |
| 34-31      | Bolzano - Taufers   | 23-26     |
| 29-23      | Padova - Malo       | 28-30     |
| 20-27      | Rovereto - Ascoli   | 22-35     |
| 22-22      | Mezzocorona - Ambra | 23-20     |

| 11-11-2000 | 7ª/20ª giornata       | 17-3-2001 |
| ---------- | --------------------- | --------- |
| 24-30      | Terni - Ancona        | 21-30     |
| 29-16      | Taufers - Castenaso   | 20-22     |
| 32-28      | Malo - Rovereto       | 29-28     |
| 21-20      | Ambra - Cologne       | 26-26     |
| 28-13      | Ascoli - Teramo       | 30-19     |
| 27-27      | Bolzano - Padova      | 29-24     |
| 22-27      | Vicenza - Mezzocorona | nd        |

| 2-12-2000 | 10ª/23ª giornata     | 7-4-2001 |
| --------- | -------------------- | -------- |
| 20-32     | Teramo - Rovereto    | nd       |
| 18-33     | Terni - Ascoli       | 18-32    |
| 28-30     | Vicenza - Malo       | nd       |
| 23-20     | Castenaso - Ambra    | 27-30    |
| 23-20     | Cologne - Taufers    | 21-25    |
| 27-27     | Ancona - Bolzano     | 30-29    |
| 25-18     | Mezzocorona - Padova | 27-26    |

| 27-10-2001 | 13ª/26ª giornata     | 5-5-2001 |
| ---------- | -------------------- | -------- |
| 26-29      | Padova - Ancona      | 25-30    |
| 25-22      | Malo - Cologne       | 22-20    |
| 11-25      | Teramo - Mezzocorona | 18-29    |
| 33-17      | Rovereto - Vicenza   | nd       |
| 23-20      | Bolzano - Ambra      | 26-32    |
| 27-22      | Taufers - Terni      | 30-24    |
| 31-26      | Ascoli - Castenaso   | 22-21    |

| 7-10-2000 | 2ª/15ª giornata      | 10-2-2001 |
| --------- | -------------------- | --------- |
| 21-36     | Teramo - Cologne     | 11-25     |
| 26-26     | Mezzocorona - Ancona | 25-25     |
| 21-24     | Rovereto - Castenaso | 19-21     |
| 22-33     | Malo - Ascoli        | 26-30     |
| 33-20     | Padova - Terni       | 23-26     |
| 30-20     | Taufers - Ambra      | 26-24     |
| 30-21     | Bolzano - Vicenza    | 31-19     |

| 28-10-2000 | 5ª/18ª giornata     | 4-3-2001 |
| ---------- | ------------------- | -------- |
| 25-21      | Taufers - Rovereto  | 27-26    |
| 34-23      | Ascoli - Padova     | 25-22    |
| 23-19      | Cologne - Ancona    | 28-31    |
| 25-28      | Vicenza - Castenaso | nd       |
| 14-22      | Terni - Mezzocorona | 22-29    |
| 27-26      | Malo - Bolzano      | 31-35    |
| 32-16      | Ambra - Teramo      | 32-18    |

| 18-11-2000 | 8ª/21ª giornata       | 24-3-2001 |
| ---------- | --------------------- | --------- |
| 27-22      | Cologne - Terni       | 15-18     |
| 21-27      | Vicenza - Ambra       | nd        |
| 18-22      | Rovereto - Padova     | 18-21     |
| 23-37      | Teramo - Bolzano      | 16-33     |
| 25-29      | Castenaso - Malo      | 22-19     |
| 26-23      | Mezzocorona - Taufers | 20-20     |
| 23-25      | Ancona - Ascoli       | 19-29     |

| 9-12-2000 | 11ª/24ª giornata       | 21-4-2001 |
| --------- | ---------------------- | --------- |
| 30-21     | Ambra - Terni          | 20-22     |
| 18-23     | Rovereto - Mezzocorona | 27-29     |
| 27-21     | Ascoli - Vicenza       | nd        |
| 29-22     | Taufers - Teramo       | 36-29     |
| 29-25     | Padova - Castenaso     | 20-24     |
| 22-23     | Malo - Ancona          | 19-37     |
| 23-21     | Bolzano - Cologne      | 22-22     |

| 14-10-2000 | 3ª/16ª giornata       | 17-2-2001 |
| ---------- | --------------------- | --------- |
| 25-33      | Castenaso - Ancona    | 20-27     |
| 18-27      | Malo - Taufers        | 31-34     |
| 29-25      | Cologne - Mezzocorona | 21-25     |
| 34-23      | Vicenza - Teramo      | nd        |
| 22-19      | Terni - Rovereto      | 21-29     |
| 27-20      | Ascoli - Bolzano      | 23-28     |
| 29-22      | Ambra - Padova        | 23-26     |

| 4-11-2000 | 6ª/19ª giornata      | 10-3-2001 |
| --------- | -------------------- | --------- |
| 26-22     | Castenaso - Terni    | 17-20     |
| 35-21     | Cologne - Vicenza    | nd        |
| 20-20     | Rovereto - Bolzano   | 26-28     |
| 20-27     | Teramo - Malo        | 20-35     |
| 22-25     | Padova - Taufers     | 24-25     |
| 27-27     | Mezzocorona - Ascoli | 25-24     |
| 26-24     | Ancona - Ambra       | 29-22     |

| 25-11-2000 | 9ª/22ª giornata     | 31-3-2001 |
| ---------- | ------------------- | --------- |
| 29-16      | Ambra - Rovereto    | 19-23     |
| 28-20      | Bolzano - Castenaso | 25-25     |
| 30-25      | Ascoli - Cologne    | 26-17     |
| 20-28      | Taufers - Ancona    | 23-30     |
| 6-27       | Malo - Mezzocorona  | 31-32     |
| 29-28      | Terni - Vicenza     | nd        |
| 24-13      | Padova - Teramo     | 29-18     |

| 16-12-2000 | 12ª/25ª giornata      | 28-4-2001 |
| ---------- | --------------------- | --------- |
| 21-22      | Ambra - Ascoli        | 24-27     |
| 32-20      | Ancona - Rovereto     | 33-24     |
| 33-17      | Castenaso - Teramo    | 22-17     |
| 28-23      | Terni - Malo          | 21-33     |
| 20-28      | Vicenza - Taufers     | nd        |
| 25-21      | Mezzocorona - Bolzano | 22-30     |
| 25-24      | Cologne - Padova      | 17-28     |

### Classifica
|  | Pos. | Squadra        | Pt | G  | V  | N | S  | GF  | GS  | D    | Note                            |
|  | ---- | -------------- | -- | -- | -- | - | -- | --- | --- | ---- | ------------------------------- |
|  | 1.   | Ascoli         | 64 | 24 | 21 | 1 | 2  | 669 | 524 | +145 | Promosso in Serie A1 2001-2002  |
|  | 2.   | CUS Ancona     | 54 | 24 | 17 | 3 | 4  | 670 | 562 | +108 | Promosso in Serie A1 2001-2002  |
|  | 3.   | Mezzocorona    | 53 | 24 | 16 | 5 | 3  | 607 | 548 | +59  |                                 |
|  | 4.   | Taufers        | 46 | 24 | 15 | 1 | 8  | 623 | 575 | +48  |                                 |
|  | 5.   | Bozen          | 44 | 24 | 13 | 5 | 6  | 650 | 584 | +66  |                                 |
|  | 6.   | Castenaso      | 35 | 24 | 10 | 3 | 11 | 567 | 576 | -9   |                                 |
|  | 7.   | Cologne        | 33 | 24 | 10 | 3 | 11 | 565 | 557 | +8   |                                 |
|  | 8.   | Malo           | 33 | 24 | 11 | 0 | 13 | 630 | 647 | -17  |                                 |
|  | 9.   | Ambra          | 29 | 24 | 9  | 2 | 13 | 592 | 564 | +28  |                                 |
|  | 10.  | Cellini Padova | 28 | 24 | 9  | 1 | 14 | 595 | 585 | +10  |                                 |
|  | 11.  | Terni          | 24 | 24 | 8  | 0 | 16 | 518 | 613 | -95  | Retrocesso in Serie B 2001-2002 |
|  | 12.  | Rovereto       | 13 | 24 | 4  | 1 | 19 | 522 | 588 | -66  | Retrocesso in Serie B 2001-2002 |
|  | 13.  | Teramo         | -3 | 24 | 0  | 0 | 24 | 403 | 688 | -285 | Retrocesso in Serie B 2001-2002 |
|  | 14.  | Vicenza        | 0  | 0  | 0  | 0 | 0  | 0   | 0   | 0    | Retrocesso in Serie B 2001-2002 |

## Girone B

### Squadre partecipanti
| Club              | Città                  | Palasport                   | Sponsor                   | Stagione 1999-2000                     |
| ----------------- | ---------------------- | --------------------------- | ------------------------- | -------------------------------------- |
| ACLI Avellino     | Avellino               | Palasport Giacomo Del Mauro |                           | 10ª in Serie A2 - Girone B             |
| Amatori Roma      | Roma                   | Palasport di Roma           |                           | 2ª in Serie B - Girone C               |
| Chieti            | Chieti                 | PalaTricalle                |                           | 4ª in Serie A2 - Girone B              |
| CUS Palermo       | Palermo                | Pala Cus                    |                           | 3ª in Serie A2 - Girone B              |
| Marsala           | Marsala (TP)           | Pala Bellina                | Vini                      | 14ª in Serie A2 - Girone B (Ripescato) |
| Jchnusa Sassari   | Sassari                | Pala Santoru                |                           | 1ª in Serie B - Girone C               |
| Noci              | Noci (BA)              | Pala Intini                 |                           | 7ª in Serie A2 - Girone B              |
| Rosolini          | Rosolini (SR)          | Palasport di Rosolini       |                           | 2ª in Serie A2 - Girone B              |
| Città Sant'Angelo | Città Sant'Angelo (PE) | Pala Castagna               | Savini                    | 14ª in Serie A1                        |
| Palmosa Libertas  | Alcamo (TP)            | Palasport di Alcamo         | Fratelli Mirrione Legnami | 11ª in Serie A2 - Girone B (Ripescato) |
| Puntese           | San Giovanni (CT)      | Palasport di San Giovanni   |                           | 1ª in Serie B - Girone D               |
| Regalbuto         | Regalbuto (EN)         | Pala Giovanni Paolo II      |                           | 2ª in Serie B - Girone D (Ripescato)   |
| Gaeta             | Gaeta (LT)             | Arena Miramare              | Serfina Italia            | 5ª in Serie A2 - Girone B              |
| VVFF Siracusa     | Siracusa               | Pala Lo Bello               |                           | 9ª in Serie A2 - Girone B              |

### Risultati
| 30-9-2000 | 1ª/14ª giornata               | 3-2-2001 |
| --------- | ----------------------------- | -------- |
| 30-23     | Città Sant'Angelo - Regalbuto | 32-18    |
| 22-22     | Avellino - Rosolini           | 12-32    |
| 21-17     | Chieti - Alcamo               | 23-23    |
| 31-23     | Puntese - Noci                | 15-26    |
| 37-15     | Sassari - Roma                | 20-36    |
| 33-28     | Siracusa - Marsala            | 23-27    |
| 26-20     | Gaeta - Palermo               | 27-21    |

| 21-10-2000 | 4ª/17ª giornata              | 24-2-2001 |
| ---------- | ---------------------------- | --------- |
| 18-25      | Siracusa - Città Sant'Angelo | 17-26     |
| 20-21      | Gaeta - Sassari              | 26-21     |
| 15-13      | Palermo - Puntese            | 25-20     |
| 30-23      | Noci - Rosolini              | 20-26     |
| 33-21      | Roma - Alcamo                | 18-24     |
| 33-40      | Regalbuto - Avellino         | 27-27     |
| 23-29      | Marsala - Chieti             | 19-25     |

| 11-11-2000 | 7ª/20ª giornata            | 17-3-2001 |
| ---------- | -------------------------- | --------- |
| 26-20      | Puntese - Gaeta            | 16-26     |
| 21-12      | Rosolini - Siracusa        | 23-21     |
| 30-38      | Alcamo - Regalbuto         | 24-27     |
| 22-23      | Chieti - Città Sant'Angelo | 13-25     |
| 25-19      | Avellino - Palermo         | 19-29     |
| 21-16      | Noci - Roma                | 19-19     |
| 36-26      | Sassari - Marsala          | 25-25     |

| 2-12-2000 | 10ª/23ª giornata             | 7-4-2001 |
| --------- | ---------------------------- | -------- |
| 32-36     | Palermo - Regalbuto          | 23-30    |
| 24-27     | Puntese - Avellino           | 24-25    |
| 29-21     | Sassari - Alcamo             | 33-28    |
| 25-22     | Siracusa - Chieti            | 19-31    |
| 25-21     | Città Sant'Angelo - Rosolini | 22-27    |
| 21-17     | Gaeta - Noci                 | 18-19    |
| 26-25     | Marsala - Roma               | 24-34    |

| 27-01-2001 | 13ª/26ª giornata           | 5-5-2001 |
| ---------- | -------------------------- | -------- |
| 21-19      | Roma - Gaeta               | 23-25    |
| 19-22      | Alcamo - Città Sant'Angelo | 0-5      |
| 26-16      | Palermo - Marsala          | 23-27    |
| 31-29      | Regalbuto - Sassari        | 24-32    |
| 21-23      | Noci - Chieti              | 24-25    |
| 29-19      | Rosolini - Puntese         | 26-31    |
| 24-23      | Avellino - Siracusa        | 21-27    |

| 7-10-2000 | 2ª/15ª giornata             | 10-2-2001 |
| --------- | --------------------------- | --------- |
| 19-19     | Palermo - Città Sant'Angelo | 21-28     |
| 23-27     | Marsala - Gaeta             | 18-24     |
| 24-22     | Regalbuto - Siracusa        | 16-27     |
| 22-25     | Alcamo - Avellino           | 22-28     |
| 19-28     | Roma - Puntese              | 25-21     |
| 23-19     | Rosolini - Chieti           | 22-22     |
| 21-24     | Noci - Sassari              | 28-21     |

| 28-10-2000 | 5ª/18ª giornata           | 4-3-2001 |
| ---------- | ------------------------- | -------- |
| 36-23      | Rosolini - Regalbuto      | 30-24    |
| 23-31      | Avellino - Roma           | 18-19    |
| 20-19      | Città Sant'Angelo - Gaeta | 15-28    |
| 22-18      | Sassari - Siracusa        | 22-28    |
| 29-16      | Puntese - Marsala         | 18-20    |
| 22-22      | Alcamo - Noci             | 26-33    |
| 25-23      | Chieti - Palermo          | 20-20    |

| 18-11-2000 | 8ª/21ª giornata             | 24-3-2001 |
| ---------- | --------------------------- | --------- |
| 24-16      | Città Sant'Angelo - Puntese | 22-24     |
| 33-33      | Sassari - Chieti            | 23-28     |
| 26-17      | Regalbuto - Roma            | 23-31     |
| 22-20      | Palermo - Noci              | 27-33     |
| 25-27      | Siracusa - Alcamo           | 29-23     |
| 24-38      | Marsala - Rosolini          | 20-16     |
| 29-21      | Gaeta - Avellino            | 25-27     |

| 9-12-2000 | 11ª/24ª giornata         | 21-4-2001 |
| --------- | ------------------------ | --------- |
| 24-19     | Chieti - Puntese         | 29-21     |
| 30-31     | Regalbuto - Marsala      | 20-20     |
| 25-24     | Avellino - Sassari       | 25-32     |
| 33-11     | Rosolini - Palermo       | 24-23     |
| 23-20     | Roma - Siracusa          | 22-27     |
| 17-26     | Alcamo - Gaeta           | 27-34     |
| 26-20     | Noci - Città Sant'Angelo | 19-23     |

| 14-10-2000 | 3ª/16ª giornata             | 17-2-2001 |
| ---------- | --------------------------- | --------- |
| 16-17      | Siracusa - Gaeta            | 15-23     |
| 24-22      | Alcamo - Rosolini           | 21-33     |
| 32-23      | Città Sant'Angelo - Marsala | 23-20     |
| 25-25      | Sassari - Palermo           | 23-30     |
| 28-22      | Puntese - Regalbuto         | 25-24     |
| 27-26      | Avellino - Noci             | 24-29     |
| 33-24      | Chieti - Roma               | 18-21     |

| 4-11-2000 | 6ª/19ª giornata             | 10-3-2001 |
| --------- | --------------------------- | --------- |
| 22-21     | Siracusa - Puntese          | 19-24     |
| 35-24     | Città Sant'Angelo - Sassari | 24-23     |
| 26-23     | Regalbuto - Noci            | 26-34     |
| 24-20     | Palermo - Alcamo            | 23-21     |
| 21-23     | Roma - Rosolini             | 16-42     |
| 30-24     | Marsala - Avellino          | 23-23     |
| 16-18     | Gaeta - Chieti              | 19-20     |

| 25-11-2000 | 9ª/22ª giornata              | 31-3-2001 |
| ---------- | ---------------------------- | --------- |
| 24-20      | Chieti - Regalbuto           | 34-31     |
| 28-16      | Noci - Siracusa              | 24-23     |
| 26-28      | Avellino - Città Sant'Angelo | 29-35     |
| 25-20      | Rosolini - Gaeta             | 25-29     |
| 29-29      | Alcamo - Marsala             | 20-30     |
| 22-27      | Puntese - Sassari            | 29-31     |
| 24-20      | Roma - Palermo               | 22-31     |

| 16-12-2000 | 12ª/25ª giornata         | 28-4-2001 |
| ---------- | ------------------------ | --------- |
| 34-20      | Chieti - Avellino        | 22-22     |
| 30-25      | Gaeta - Regalbuto        | 21-23     |
| 21-22      | Siracusa - Palermo       | 19-19     |
| 20-18      | Puntese - Alcamo         | 29-20     |
| 22-30      | Sassari - Rosolini       | 21-44     |
| 16-22      | Marsala - Noci           | 24-23     |
| 32-19      | Città Sant'Angelo - Roma | 31-22     |

### Classifica
|  | Pos. | Squadra           | Pt | G  | V  | N | S  | GF  | GS  | D    | Note                            |
|  | ---- | ----------------- | -- | -- | -- | - | -- | --- | --- | ---- | ------------------------------- |
|  | 1.   | Città Sant'Angelo | 64 | 26 | 21 | 1 | 4  | 646 | 536 | +110 | Promosso in Serie A1 2001-2002  |
|  | 2.   | Rosolini          | 56 | 26 | 18 | 2 | 6  | 716 | 554 | +162 |                                 |
|  | 3.   | Chieti            | 53 | 26 | 16 | 5 | 5  | 648 | 579 | +69  |                                 |
|  | 4.   | Gaeta             | 48 | 26 | 16 | 0 | 10 | 615 | 540 | +75  |                                 |
|  | 5.   | Noci              | 41 | 26 | 13 | 2 | 11 | 631 | 584 | +47  |                                 |
|  | 6.   | Jchnusa Sassari   | 36 | 26 | 11 | 3 | 12 | 680 | 697 | -17  |                                 |
|  | 7.   | CUS Palermo       | 34 | 26 | 10 | 4 | 12 | 593 | 617 | -24  |                                 |
|  | 8.   | ACLI Avellino     | 34 | 26 | 10 | 4 | 12 | 630 | 692 | -62  |                                 |
|  | 9.   | Puntese           | 33 | 26 | 11 | 0 | 15 | 593 | 604 | -11  |                                 |
|  | 10.  | Amatori Roma      | 31 | 26 | 11 | 1 | 14 | 596 | 652 | -56  |                                 |
|  | 11.  | Marsala           | 31 | 26 | 9  | 4 | 13 | 608 | 677 | -69  | Retrocesso in Serie B 2001-2002 |
|  | 12.  | Regalbuto         | 29 | 26 | 9  | 2 | 15 | 674 | 744 | -70  | Retrocesso in Serie B 2001-2002 |
|  | 13.  | VVFF Siracusa     | 25 | 26 | 8  | 1 | 17 | 565 | 605 | -40  | Retrocesso in Serie B 2001-2002 |
|  | 14.  | Palmosa Libertas  | 12 | 26 | 3  | 3 | 20 | 567 | 681 | -114 | Retrocesso in Serie B 2001-2002 |